# 2002 VR128
(84719) 2002 VR128 är ett objekt i Kuiperbältet. Det upptäcktes av de båda amerikanska astronomerna Chad Trujillo och Michael E. Brown vid Palomarobservatoriet år 2002. Objektet är klassificerat som en plutino. Det har ett medelavstånd från solen på cirka 39 astronomiska enheter.